# Cratere Göll
Göll è un cratere sulla superficie di Callisto.